# Cantó de Longeau-Percey
El cantó de Longeau-Percey és un cantó francès del departament de l'Alt Marne, situat al districte de Langres. Té 24 municipis i el cap és Longeau-Percey.

## Municipis
- Aprey
- Aujeurres
- Baissey
- Bourg
- Brennes
- Chalindrey
- Cohons
- Flagey
- Heuilley-Cotton
- Heuilley-le-Grand
- Leuchey
- Longeau-Percey
- Noidant-Chatenoy
- Orcevaux
- Le Pailly
- Palaiseul
- Perrogney-les-Fontaines
- Rivières-le-Bois
- Saint-Broingt-le-Bois
- Verseilles-le-Bas
- Verseilles-le-Haut
- Villegusien-le-Lac
- Villiers-lès-Aprey
- Violot

## Història
| Data d'elecció                           | Identitat          | Partit                                  | Qualitat |
| ---------------------------------------- | ------------------ | --------------------------------------- | -------- |
| 1945-1949                                | M. Baillet         | RGR                                     |          |
| 1949-197.                                | Jean Fonty         | MRP, després Divers droite, després UDR |          |
| 197.-1998                                | René Oudot         | UDF                                     |          |
| 1998-2011                                | Guy Durantet       | Divers droite                           |          |
| 2011-                                    | Jean-François Edme | PS                                      |          |
| les dades anteriors no són pas conegudes |                    |                                         |          |
|                                          |                    |                                         |          |

## Demografia
| A partir de 1990: Població sense dobles comptes |